# Glasgow (Suriname)
Glasgow (776 inwoners) is een gebied in het district Nickerie in noordelijk Suriname
Eind 19e eeuw vestigden zich er meerdere winkeliers.